# Irina Mejonnova
Pour les articles homonymes, voir Malkov.
Irina Konstantinovna Mejonnova (en russe : Ирина Константиновна Межоннова) (née Malkova le 5 janvier 1989 à Moscou) est une joueuse de volley-ball russe. Elle mesure 1,92 m et joue au poste de centrale. 

## Clubs
| Club                     | De        | À         |
| ------------------------ | --------- | --------- |
| Loutch Moscou            | 2004-2005 | 2005-2006 |
| Ladoga Léningrad         | 2006-2007 | 2008-2009 |
| Indesit Lipetsk          | 2009-2010 | 2010-2011 |
| Proton Balakovo          | 2011-2012 | 2012-2013 |
| Dinamo Kazan             | 2013-2014 | 2015-2016 |
| VBC Voléro Zurich        | 2016-2017 | 2016-2017 |
| VK Proton Saratov        | 2017-2018 | 2017-2018 |
| JVK Ienisseï Krasnoïarsk | 2018-2019 | 2018-2019 |
| PSK Sakhaline            | 2019-2020 | 2019-2020 |
| CS Volei Alba-Blaj       | 2020-2021 | …         |

## Palmarès
- Ligue des champions
  - Vainqueur : 2014.
- Championnat du monde des clubs
  - Vainqueur : 2014.
- Championnat de Russie
  - Vainqueur : 2014, 2015.
- Coupe de Russie
  - Finaliste : 2013, 2015, 2018.
- Supercoupe de Suisse
  - Vainqueur : 2016.
- Coupe de Suisse
  - Vainqueur : 2017.
- Championnat de Suisse
  - Vainqueur: 2017.